# Thomas Havelock
Sir Thomas Henry Havelock, kurz meist Thomas Havelock (* 24. Juni 1877 in Newcastle upon Tyne; † 1. August 1968 ebenda) war ein britischer Schiffbauingenieur und Professor, dessen Arbeitsschwerpunkt auf dem Gebiet der Hydrodynamik von Schiffen lag.

## Leben
Havelock wurde 1877 in Newcastle on Tyne als eines von sechs Geschwistern, von denen zwei im Kindesalter starben, des Schiffsingenieurs Michael und dessen Frau Elizabeth Burn Havelock geboren. Nach einem herausragend guten Abschluss am St. John’s College in Cambridge begann Havelock als wissenschaftlicher Mitarbeiter an der Universität seiner Heimatstadt. Später arbeitete er als Professor für Mathematik am Armstrong College der Universität Durham, dessen Vizepräsident er von 1933 bis 1937 war.
Nachdem Havelock schon 1907 ein später nach ihm benanntes Gesetz zum Verhältnis zwischen dem
Brechungsindex und der Wellenlänge der Lichtausbreitung homogener Stoffe aufgestellt hatte, wurde die Theorie der Hydrodynamik, deren Grundlagen er durch jahrzehntelanges systematisches Arbeiten deutlich erweiterte, sein lebenslanges Arbeitsfeld. Ein besonderer Schwerpunkt seines Schaffens war dabei der Wellenwiderstand von Schiffen.
Während seines Lebens verfasste Havelock zahlreiche Fachbeiträge, vorwiegend in den Veröffentlichungen der Royal Society, der er 1914 beitrat. Das United States Office of Naval Research fasste die Beiträge Havelocks in einem Sammelband für Hydrodynamik zusammen, der bis heute als bedeutendes Lehrbuch angesehen wird. Kritik am weitgehend theoretischen Ansatz der Havelock’schen Arbeit kam beispielsweise 1953 von seinem deutschen Fachkollegen Ernst Klindwort.
1947 wurde er korrespondierendes Mitglied der Académie des sciences. Thomas Havelock erhielt 1956 die William-Froude-Goldmedaille der Royal Institution of Naval Architects und wurde 1957 zum Knight Bachelor geschlagen. Er erhielt die Ehrendoktorwürde der University of Durham (1958) und der Universität Hamburg (1960). Havelock blieb seinem Fach nach seinem Eintritt in den Ruhestand lebhaft verbunden und verstarb 1968.

## Schriften (Auswahl)
- mit Charles Minshall Jessop: Elementary mechanics, 1909
- The Propagation of disturbances in dispersive media, 1914
- Theory of ship waves and wave resistance, In: North East Coast Institution of Engineers and Shipbuilders, Newcastle-upon-Tyne, 1926.
- The propagation of disturbances in dispersive media, In: Cambridge tracts in mathematics and mathematical physics, Band 17, Stechert-Hafner Service Agency, New York, 1964
- C. Wigley (Hrsg.): The collected papers of Sir Thomas Havelock on hydrodynamics, United States Office of Naval Research, Washington, 1965